# Мольтке, Адам Вильхельм
Аугуст Адам Вильхельм, граф Мольтке (дат. August Adam Wilhelm lensgreve Moltke; 25 августа 1785 года — 15 февраля 1864 года) — премьер-министр Дании с 1848 до 1852 года. Стал первым главой правительства после установления конституционной монархии в Дании.
Внук Адама Готтлоба Мольтке, соратника Фредерика V, и сын министра по делам государства Йоахима Готске, графа Мольтке. Родился в Ейнсидельсборзи на острове Фюн. С 1845 года занимал должность министра финансов. После падения последнего абсолютистского правительства также был освобожден от должности, однако через несколько дней ему предложили сформировать новый кабинет.